# Млеко
Млеко најчешћи је назив за течност беле боје коју производе млечне жлезде женки сисара, а која се користи у исхрани. Млеко пружа главни извор исхране младунчади сисара пре него што могу да варе различитију храну. Рано-лактационо млеко садржи колострум, којим се преносе мајчина антитела на њено младунче, чиме се може умањити ризик од многих болести. Млеко садржи мноштво других нутријената укључујући протеине и лактозу.
Млеко је пољопривредни производ који се екстрахује из животиња током или непосредно након трудноће. Млечне фарме су 2011. године произвеле око 730 милиона тона млека од 260 милиона музних крава. Индија је највећи светски произвођач млека, и она је водећи извозник обраног млека у праху, док извози мали број других млечних производа. Све већа потражња за млечним производима на домаћем тржишту и све већи раскорак између потражње и понуде може довести до тога да Индија постане нето увозник млечних производа у будућности. Сједињене Државе, Индија, Кина и Бразил су светски највећи извозници млека и млечних производа. Кина и Русија били највећи увозници млека и млечних производа у свету до 2016. године, кад су обе земље постале самодовољне, што је доприносило глобалној презасићености млеком.
Широм света, више од шест милијарди људи конзумира млеко и млечне производе. Преко 750 милиона људи живи у кућним газдинствима која производе млеко.

## Типови конзумације
Млечна конзумација се јавља у два свеукупно различита типа: природни извор хране за сву одојчад сисара, и прехрамбени производ који се добија од других сисара за људску конзумацију свих узраста.

### Исхрана одојчади сисара
Код скоро свих сисара, млеком се храни одојчад током дојења, било директно или уз одлагање млека за каснију конзумацију. Прво млеко сисара се назива колострум. Колострум садржи антитела која пружају заштиту новорођенчету као и нутријенте и факторе раста. Садржај колострума и период секреције варира од врсте до врсте.
За људе, Светска здравствена организација препоручује искључиво дојење током првих шест месеци и дојење уз додатак друге хране током прве две године. У неким земљама уобичајено је да се деца дује три до пет година, а период може да буде и дужи.
Свеже козје млеко се понекад користи као замена за људско млеко, мада то потенцијално може да узрокује код деце развој електролитног имбаланса, метаболичке ацидозе, мегабластне анемије, и бројних алергијских реакција.

### Прехрамбени производ за људе
У многим културама, посебно на западу, људи настављају да конзумирају млеко након раног детињства, користећи млеко других сисара (посебно говеда, коза и оваца) као прехрамбени производ. Иницијално, способност варења млека је била ограничена на децу, пошто одрасли нису производили лактазу, ензим који је неопходан за варење лактзе из млека. Људи су стога претварали млеко у бурду, сир и друге производе да би редуковали нивое лактозе. Пре више хиљада година, случајна мутација се проширила људском популацијом у Европи, и њоме је омогућена продукција лактазе у зрелом добу. Ова мутација је омогућила да се млеко користи као нови извор хране, на коме се могла одржавати популација кад су други извори хране били недовољни. Људи прерађују млеко у мноштво млечних производа, као што су крем, маслац, јогурт, кефир, сладолед, и сир. Модерни индустријски процеси користе млеко за производњу казеина, протеина сурутке, лактозе, кондензовано млеко, млеко у праху, и многе друге прехрамбене адитиве и индустријске производе.
Цело млеко, маслац и крем садрже високе нивое засићених масти. Шећер лактоза је присутан једино у млеку, форситијиним цветовима, и неколико тропских жбунова. Ензим који је неопходан за варење лактозе, лактаза, достиже своје највише нивое у људском танком цреву након рођења и затим његов ниво почиње да опада, изузев ако се млеко редовно конзумира. Оне групе које настављају да толеришу млеко, међутим, често су испољиле велику креативност у кориштењу млека доместикованих унгулата, не само говеда, него и оваца, коза, јакова, водених бивола, коња, ирваса и камела. Индија је највећи произвођач и потрошач говеђег и бивољег млека на свету.
| Земља          | Млеко (литара) | Сир (кг) | Маслац (кг) |
| -------------- | -------------- | -------- | ----------- |
| Ирска          | 135.6          | 6.7      | 2.4         |
| Финска         | 127.0          | 22.5     | 4.1         |
| УК             | 105.9          | 10.9     | 3.0         |
| Аустралија     | 105.3          | 11.7     | 4.0         |
| Шведска        | 90.1           | 19.1     | 1.7         |
| Канада         | 78.4           | 12.3     | 2.5         |
| САД            | 75.8           | 15.1     | 2.8         |
| Европска унија | 62.8           | 17.1     | 3.6         |
| Бразил         | 55.7           | 3.6      | 0.4         |
| Француска      | 55.5           | 26.3     | 7.5         |
| Италија        | 54.2           | 21.8     | 2.3         |
| Немачка        | 51.8           | 22.9     | 5.9         |
| Гренланд       | 49.1           | 23.4     | 0.7         |
| Холандија      | 47.5           | 19.4     | 3.3         |
| Индија         | 39.5           | -        | 3.5         |
| Кина           | 9.1            | -        | 0.1         |

## Терминологија
У прехрамбеној употреби, термин млеко се дефинише под Codex Alimentarius стандардима као што је: "нормална секреција млечних жлезда музућих животиња добијена од једне или више мужа без било додавања у њу или екстракције из ње, намењена конзумацији као течно млеко или за даљу обраду." Ова дефиниција стога изоставља неживотињске производе који могу да подсећају на млеко по боји или текстури (замене млека) као што су сојино млеко, пиринчано млеко, алмондово млеко, и коконутно млеко. Коректна имена за такве производе су 'сојино пиће', 'пиринчано пиће', итд.
Млекарство се бави млеком и млечним производима.
Супстанца коју излучују голуби да би хранили своје младунце се назива „усевно млеко” и подсећа на млеко сисара, мада се оно не конзумира као замена млека.

## Еволуција лактације
Сматра се да је млечна жлезда изведена из апокриних кожних жлезди. По неком сугестијама оригинална функција лактације (продукције млека) је била одржавање влажносити јаја. Највећи део тог аргумента је базиран на кљунарима (сисарима који носе јаја). Могуће је да је оригинална адаптивна сврха млечне секреције била исхрана или имунолошка протекција. Ова секреција је постепено постала изобилнија и све више нутритивно сложена током еволуције.
Постоје индикације да је тритилодонтид Cynodontia превазишао лактацију, судећи по обрасцима њихове замене зуба.

## Млечни производи
Поред млека у људској исхрани се користе и млечни производи, као што су:
- крем,
- бутер,
- јогурт,
- сладолед,
- сир,
- кајмак,
- сурутка,
- шлаг,
- пудинг,
- кисело млеко,
- качкаваљ,
- вурда,
- белмуж,
- кефир,
- лактоза и
- сушено млеко или млеко у праху

Поред тога млеко се користи као додатни састојак за многе производе (на пример за производњу чоколаде) или се уз њега користе и многи други адитиви и индустријски производи.
Млеко може такође да значи:
- Бели сок или каша добијени из кокоса у мање-више течном облику, који се користе посебно у тајландској, индијској и полинежанској кухињи под називом кокосово млеко.
- Бела течност добијена од биљака (неживотињска замена) такође се назива млеко и то: сојино млеко, пиринчано млеко и бадемово млеко.

Људско млеко се код беба уноси сисањем, директно или чувањем млека за каснију употребу. Као колострум (прво млеко), оно преноси мајчина антитела и цревне бактерије беби.

## Састав и нутриција
Састав млека се веома разликује међу различитим сисарима.
- Људско млеко је танко и богато лактозом, његовим примарним шећером.
- Насупрот овоме, кравље млеко има мање шећера, а више протеина и садржи од око 3,5% до 6,5% масти, 4% до 8,5% хранљивих материја и око 88% воде. Његов главни протеин (80%) је казеин, док остатак чине протеини сурутке (албумини и глобулини).

Лактоза у млеку се вари помоћу ензима лактазе, кога производе тела беба. Код људи, производња лактазе се смањује са старошћу (у зависности од етничког порекла особе), чак до тачке када лактоза постаје несварљива, што доводи до неподношљивости лактозе, желудачно-цревног стања које може да задеси многе.
Међутим, састав млека се веома разликује од врсте до врсте: кравље млеко је тотално другачија супстанца од козјег, на пример, што ће приметити свака особа која проба оба. Фактори као што су садржај лактозе, пропорција и величина глобула масти и јачина угрушака, које стварају човечји ензими приликом варења млека, могу да се разликују од расе до расе и од сисара до сисара.

## Кравље млеко
За људску исхрану најчешће се користи кравље млеко и оно се најчешће припрема индустријски за чување и даљу употребу. То је најчешће коришћено млеко у развијеним земљама, док се у сиромашнијим земљама (Африка и делови Азије) јако често користи козје млеко.
Производња млека на фармама је постала веома интензивна, тако да је у многим земљама овај процес доста аутоматизован што повећава степен искоришћења а смањује могућност загађења млека.
Технолошка дефиниција млека је: производ млечне жлезде сисара добијен потпуном и непрекидном мужом 14 дан пре и 9 дана после лактације коме се ништа не сме одузети ни додати. Потпуна мужа подразумева излучивање свог млека из вимена (glandula lactifera). Крава достиже полну зрелост са око три година старости и по тељењу започиње тзв. лактациони период (што је случај и код свих осталих сисара). Гестикулациони период краве је 280 дана.
Кравље млеко је обично беле боје са жутом нијансом, а понекад се могу појавити и друге боје и нијансе. На пример плава боја уколико је уклоњена млечна маст, или црвена уколико има пуно бакра у храни краве или ако у млеко доспе крв, што се често дешава ако машина за мужу није искључена на време. Мужа се врши два пута дневно, а уколико није извршена правилна мужа више пута може доћи до тзв. обојења маститис.
Просечан састав крављег млека је око 87% воде и 13% суве материје, и то:
- 3,55% беланчевина и то:
  - 3% казеин
  - 0,5% албумин
  - 0,05% глобулин
- 4,2% лактоза
- 4,7% маст

Састав млека варира у зависности од више фактора, као сто су: узраст, раса, исхрана животиње, годишње доба и сл.
Глобулин је много више заступљен пре самог порођаја и непосредно по порођају (партусу) краве. Овај протеин је веома термолабилан и због тога се тада млеко не употребљава за људску исхрану. Овај протеин има изузетан имунолошки значај за младунче краве (теле).
У хемијском смислу млеко је груба суспензија млечне масти у колоидном раствору беланчевина у правом раствору лактозе.

### Врсте млека
Кравље млеко је доступно у више варијанти. У неким државама то су:
- пуномасно
- полуобрано (1,5 — 1,8% масти)
- обрано (око 0,1% масти)

Пуномасно млеко има око 3 — 4% масти. За полуобрано и обрано млеко, сва маст се уклања и онда се (у случају полуобраног) делом враћа. Најпродаванија варијанта је полуобрано млеко, јер се у многим државама сматра да је пуномасно мање здраво, а обрано неукусно. Пуномасно млеко се препоручује да пружи довољно масти за развој мале деце која су прерасла мајчино млеко.

## Остале животиње са млеком
Поред крава, од следећих животиња се користи млеко за исхрану и производњу млечних производа:
- Овце
- Козе
- Коњи
- Магарац
- Камиле
- Јакови
- Водени биволи
- Јелени

У Русији и Шведској, постоје млека малог муса. Млеко коња и магараца има најмање масти, док млеко фока има више од 50% масти. У Шпанији и у балканским земљама, на пример, много млека добија се од оваца, у Арабији од камила, а у Египту се употребљава млеко биволица. У Лапонији људи пију млеко ирваса, а монголски сточари млеко кобила. У Перуу је лама животиња од које се добија млеко, а у Тибету је то јак. У неким другим земљама, због млека се гаје козе.

## Згрушавање
Када се сирово млеко остави на неко време, оно се укисели и користи у исхрани као кисело млеко. Ово је резултат ферментације: бактерије млечне киселине претварају млечни шећер у млечну киселину. Овај процес ферментације се искоришћава у производњи разних млечних производа, као што су сир и јогурт.
Пастеризовано кравље млеко се, са друге стране, квари тако да постаје неприкладно за исхрану, и тиме добија непријатан мирис и представља велику опасност од тровања храном ако се унесе у организам. Бактерије млечне киселине које се природно појављују у сировом млеку, под прикладним условима, брзо ствара велике количине млечне киселине. Киселост која за узврат настаје спречава раст осталих бацила или знатно успорава њихов раст. Пастеризацијом се, међутим, ове бактерије највећим делом униште, што значи да остали бацили могу несметано да расту, изазивајући тако распадање.
Да би се спречило кварење, млеко може да се чува у фрижидеру и чува између 1 и 4 °C. Млеко се најчешће пастеризује кратким загревањем и онда чувањем у фрижидеру, да би се омогућио транспорт од фарми до локалних тржишта. Кварење млека може да се успори коришћењем ултра-високе температуре; тако третирано млеко не мора да се ставља у фрижидер чак неколико месеци пре отварања. Стерилизовано млеко, које се загрева на много дуже време, траје још дуже, али зато губи већину хранљивих материја и прима другачији укус. Кондензовано млеко, које се прави уклањањем већег дела воде, може да се одложи на више месеци, а да није у фрижидеру. Најтрајнији облик млека је млеко у праху, које се прави одузимањем скоро све воде.

## Критицизам
Неки нутриционисти, активисти за права животиња и остали критикују широку људску примену крављег млека. Они генерално изазивају нутриционе користи млека и износе етичке проблеме повезане са његовим коришћењем.

### Нутрициони проблеми
Критичари млека тврде да оно може на здравље да има нежељене последице које надјачавају користи. Они указују на научне студије које сугеришу да постоје везе између млека и неких здравствених проблема:
- Две студије су указале да галактоза, која се ствара при варењу лактозе из млека, може да буде узрочник рака јајника. Међутим, остале студије нису успеле да покажу такву везу.
- Једна студија указује на везу између великог уношења калцијума и рака простате. Не постоји доказ да је такав проблем проузрокован од стране млека.
- Нека млека су богата засићеним мастима, што су студије повезале са повећаним ризиком од атеросклерозе и срчаног обољења. Мало-масни и немасни облици млека ублажују такве ризике.
- Чак 70% људи могуће је да болује од неког вида неподношљивости лактозе. За те особе, млеко може да проузрокује симптоме као што су грчеви, надутост, ветрове и дијареју.
- Критичари доводе под знак питања тврдњу да пијење велике количине млека може да смањи ризик од фрактуре костију, поготово код старијих. Неке студије нису успеле да повежу велики унос калцијума са смањеним ризиком од фрактура кука и подлактице.
- Скорашње студије показују да млеко може да проузрокује акне.
- Неки критичари млека тврде да су извори калцијума из биљака пожељнији, јер, како тврде, животињски протеини у млеку могу да искористе калцијум из костију. Такви критичари изазивају популарно веровање да млеко смањује ризик од остеопорозе.
- Постоји одређена контроверза око тога да ли је употреба крављег млека добра за одрасле људе. Док се млеко често намеће као здраво због своје значајне количине калцијума, који је потребан за здрав раст костију и нервну функцију, постоји спорно истраживање које предлаже да се протеини у млеку мешају у коришћењу калцијума у формирању костију тако што се повећава ниво киселости крви и тиме изазива одговор који балансира ниво киселости тако што искоришћава калцијум који се налази у костима.

## Урбане легенде о млеку
О млеку као лековитом састојку постоје многа веровања.
Постоје тврдње историчара и неких савремених стручњака да купање у млеку или умивање млеком штити кожу и даје јој лепши изглед.
Постоји веровање да је тајна дуговечности код људи на Кавказу
и у неким другим крајевима у томе што су скоро целог живота користили млечне производе у великој количини за исхрану.
Они који подржавају млеко истичу да студије указују на могућу везу између уноса мало-масног млека и смањеног ризика од артеријске хипертензије, срчаног обољења и гојазности. Особе са прекомерном тежином могу да имају користи од смањеног ризика од отпорности на инсулин и дијабетес типа 2.

## Галерија
- Колонија бактерија Bacillacea изолована у узорку свежег млека